# Kanton Leforest
Leforest is een voormalig kanton van het Franse departement Pas-de-Calais. Het kanton maakte deel uit van het arrondissement Lens.
Het werd opgeheven bij decreet van 24 februari 2014 met uitwerking vanaf 2015.

## Gemeenten
Het kanton Leforest omvatte de volgende gemeenten:
- Courcelles-lès-Lens
- Dourges
- Évin-Malmaison
- Leforest (hoofdplaats)